# 朱在鉞
邵陵王朱在鉞（？—1652年），字西炤，明朝宗室、南明軍事人物。

## 生平
朱在鉞是邵陵王朱朝的兒子，襲封邵陵王日期不詳。李自成起兵時曾捉住他，但後來逃脫。南京失守，唐彪、施普、吳振甫曾經奉他恢復國家，數次事敗再起事；永曆六年（1652年）後住在湖州白竹隖，永曆帝命他和應福建的義師，地方人民都一呼百應，聲勢浩大。不久起事失敗，朱在鉞從容就義。

## 引用
1. 1 2  錢海岳《南明史·卷二十七·列傳第三》：邵陵王在鉞，字西炤，邵陵王朝子，不知何年襲。自成兵起，被執得脫。
2. ↑  錢海岳《南明史·卷二十七·列傳第三》：南京亡，唐彪、施普、吳振甫奉之恢復，數仆數起。永曆六年後，居湖州白竹隖。上命與福建義師相應，各邑景附，軍聲大振。兵敗被執，從容談笑薨。